# Chiesa dei Santi Angeli Custodi (Roma)

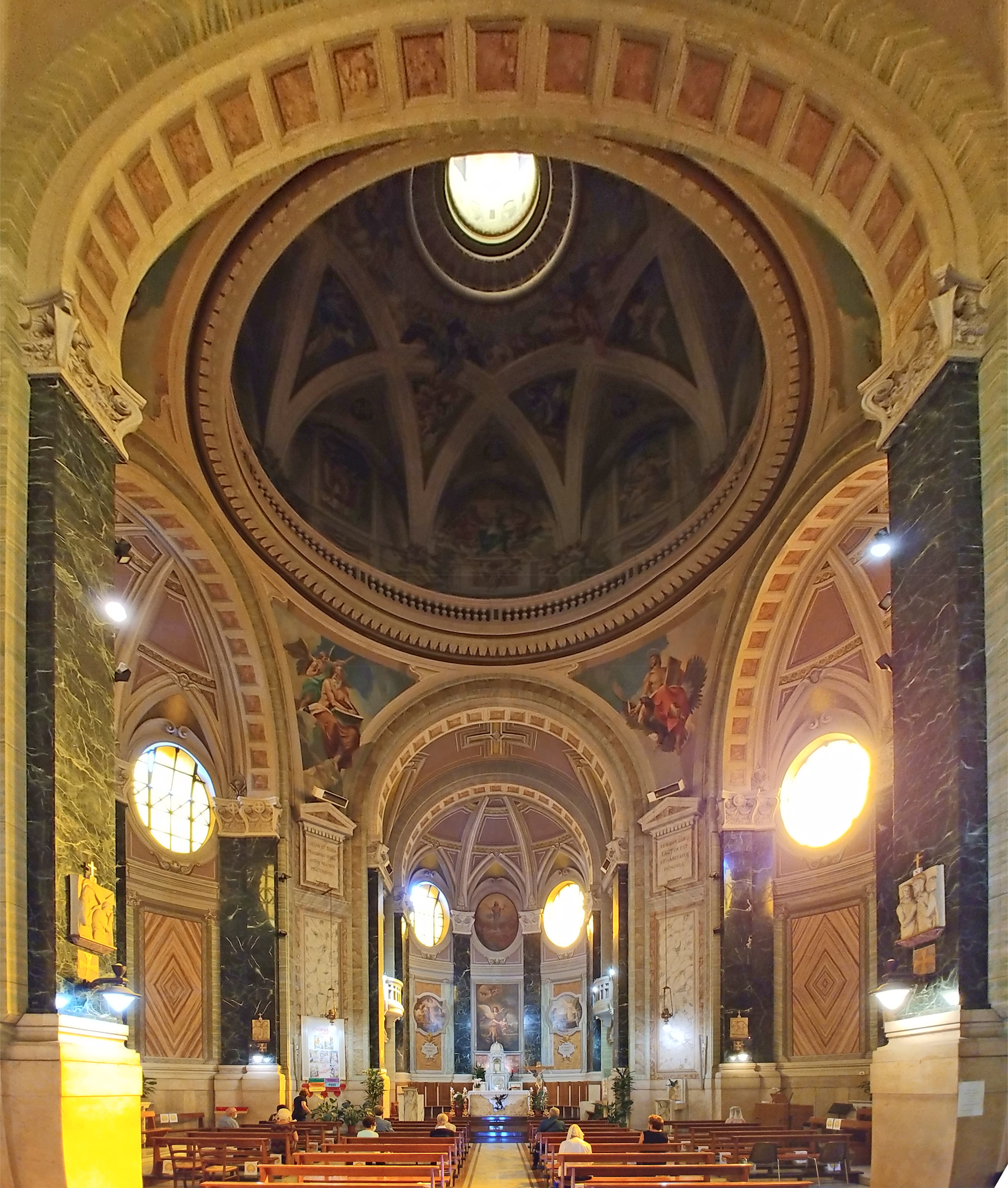
Interno

La chiesa dei Santi Angeli Custodi è un luogo di culto cattolico di Roma, sede dell'omonima parrocchia, nel quartiere Monte Sacro, in piazza Sempione.

## Storia
Essa fu costruita tra il 1924 ed il 1925 su progetto dell'architetto Gustavo Giovannoni e realizzata dal Consorzio Città Giardino Aniene, cui succedette l'Istituto Autonomo delle Case Popolari; papa Pio XI contribuì con l'offerta di un milione di lire alla sua realizzazione.
La chiesa è sede parrocchiale, istituita il 2 ottobre 1925 da Pio XI con la costituzione apostolica Ad culmen apostolicae, e affidata alla congregazione dei Chierici regolari minori (detti Caracciolini). Dal 1965 è sede del titolo cardinalizio dei Santi Angeli Custodi a Città Giardino.
La chiesa fu visitata da papa Giovanni Paolo II il 6 aprile 1986.
Essa è stata dedicata agli angeli custodi per ricordare la chiesa dei Santi Angeli Custodi al Tritone che doveva essere demolita verso la fine degli anni 1920.

## Descrizione
L'edificio si presenta esternamente in forme monumentali classicheggianti con cupola. La facciata è divisa in due ordini, separati tra loro dalla scritta Angelis custodibus (Agli angeli custodi). Sotto il timpano è presente un rosone, mentre nell'ordine inferiore è posto il portale arricchito da colonne, baldacchino ed architrave.
L'interno dell'edificio si presenta riccamente decorato. Spiccano in particolare gli affreschi della cupola, realizzati da Aronne Del Vecchio nel 1962, con la rappresentazione di Angeli adoranti, dell'Arcangelo Michele e dell'Arcangelo Raffaele, della Santissima Trinità e del Paradiso degli angeli. Di Michele De Angelis è la realizzazione delle cappelle dedicate alla Madonna della misericordia e al Santissimo crocifisso.
L'altare maggiore è decorato da immagini di angeli e da due scritte, che rivelano la loro presenza nella vita degli uomini: Primi gressus hominis (I primi passi dell'uomo) e In transitu hominis (Nel momento della morte dell'uomo).
Sulla cantoria in controfacciata si trova l'organo a canne Tamburini opus 151, costruito nel 1931, dotato di 8 registri su due manuali e pedale.